# Aeroportul Imbaimadai
Aeroportul Imbaimadai (IATA: IMB, ICAO: SYIB) este un aeroport din Cuyuni-Mazaruni, Guyana ce deservește zona Imbaimadai⁠(d). A fost numit după zona deservită.
Situat la o altitudine de 503 m, aeroportul dispune de o singură pistă.